# Sh2-114
Sh2-114 est une nébuleuse en émission visible dans la constellation du Cygne.
Elle est située dans la partie nord-est de la constellation à environ 2° au nord-ouest de l'étoile τ Cygni. La période la plus propice à son observation dans le ciel du soir se situe entre les mois de juillet et de décembre et elle est considérablement facilitée pour les observateurs situés dans les régions de l'hémisphère nord terrestre.
Sh2-114 est un nuage très peu étudié au-delà de son simple catalogage, d'apparence filamenteuse et apparemment composé de plusieurs filaments arqués superposés. Elle a une forme de demi-cercle avec la concavité orientée vers le sud et semble former, avec le nuage Sh2-113 voisin, une structure de bulle semblable à un rémanent de supernova. Cependant, aucun vestige de supernova n'a jamais été décrit dans cette région.